# Mosstok
Een mosstok is een met mos omklede stok of kunststof pijp van 50 à 150 cm lengte, die wordt gebruikt om kamerplanten te ondersteunen. 
Vaak betreft het hierbij klim- en slingerplanten. De mosstok dient dan als substraat en vergroeit met de plant. In dit verband spreekt men van een mosstokplant, die als zodanig wordt verkocht.

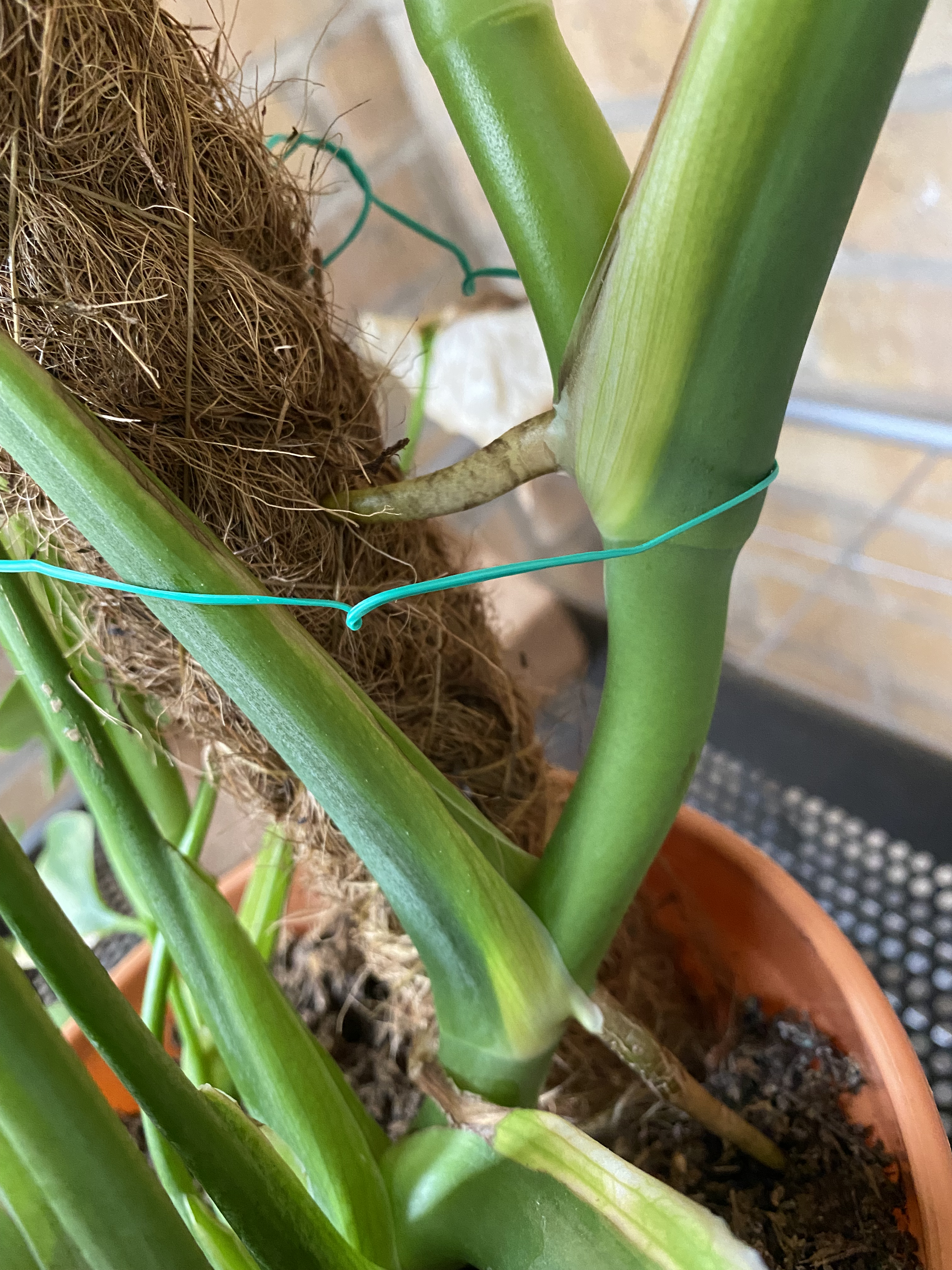
Monstera op een kokosvezelpaal

Een mosstok wordt gebruikt als ondersteuning voor klimplanten, wat hun groei en ontwikkeling bevordert. Klimplanten bezitten luchtwortels die hen helpen voedingsstoffen en vocht uit de lucht te absorberen en de plant verankeren aan een stabiele ondergrond, waardoor ze grote hoogtes kunnen bereiken. 

## 3D printen
Het 3D-printen van een mosstok biedt een innovatieve oplossing voor het ondersteunen van klimplanten. Door gebruik te maken van geavanceerde 3D-printtechnologieën kunnen mosstokken worden geproduceerd met verschillende vormen en structuren, waardoor ze optimaal geschikt zijn voor de specifieke behoeften van verschillende plantensoorten. Het proces maakt het ook mogelijk om maatwerk te leveren, waarbij de lengte, dikte en patronen van de mosstok kunnen worden aangepast aan de individuele eisen van de plant en de omgeving waarin deze groeit.

## Kokosvezel
Een mosstok kan ook gemaakt zijn van kokosvezels en biedt dezelfde voordelen als een mosstok voor bomen in de natuur. Bij het binden van de plant aan de mosstok is het belangrijk om de wortels van de plant los te maken en voldoende aarde toe te voegen voor stabiliteit. De plant moet aanvankelijk worden vastgebonden aan de mosstok, maar na verloop van tijd zullen de luchtwortels zich hieraan hechten, waardoor de plant zelfstandig verder kan groeien.
Het is essentieel om de mosstok regelmatig te bevochtigen, wat de hechting van de luchtwortels stimuleert. Indien nodig kan de mosstok worden verlengd door een nieuwe mosstok toe te voegen.

## D-profiel
Een mosstok met een D profiel is aan de achterkant gesloten, waardoor het mos langer vochtig blijft en de groei van de plant wordt aangemoedigd op een enkel, naar voren gericht vlak. Dit maakt het mogelijk om een muur van groen te creëren die naar (idealiter) je lichtbron groeit.